# رسانه‌های دیداری و شنیداری تاجیکستان
تلویزیون‌ها و رادیوی تاجیکستان زیر‌نظر بخش «کمیته رادیو و تلویزیون دولت ملی و منطقه‌ای جمهوری تاجیکستان» هستند.

## ملی-دولتی

### تلویزیون
- شبکهٔ تاجیکستان
- شبکهٔ سفینه
- شبکهٔ بهارستان
- شبکهٔ جهان‌نما
- شبکهٔ سینما
- شبکهٔ شهنواز
- شبکهٔ فوتبال
- شبکهٔ ورزش

### رادیو
- رادیو دولتی فروغ آریانا
- رادیو دولتی صدای دوشنبه

## برگزیده خصوصی

### تلویزیون
- تلویزیون
- سامانیان
- تلویزیون پایتخت (متعلق به شهرداری)
- تلویزیون کولاب (در شهر کولاب)
- تلویزیون ختلان (بنام TV۵در شهر باختر)
- تلویزیون ریگر (بنام TADAZ)
- تلویزیون ریگر (بنام TVریگر)
- تلویزیون خجند (بنام CM۱)
- تلویزیون آسیا (خجند)
- تلویزیون استروشن (خجند)
- تلویزیون پنجکنت

### رادیو
- رادیو یکم صدای دوشنبه
- رادیو آسیا پلوس
- رادیو وطن
- رادیو خجند

## تلویزیون‌های بین‌المللی

### روسیه
- تلویزیون صفا (بخشی به زبان تاجیکی)

### ازبکستان
- تلویزیون سمرقند (بخشی به زبان تاجیکی)
- STV (بخشی به زبان تاجیکی)

### فارسی
- شبکه‌های فارسی‌زبان دولتی ایران
- شبکه‌های فارسی‌زبان ماهواره‌ای ایران
- شبکه‌های فارسی و پشتو زبان افغانستان

## بن مایه
1. ↑  «رسانه ها در تاجیکستان». dushanbe.mfa.ir. دریافت‌شده در ۲۰۲۲-۰۴-۲۶.[پیوند مرده]

ایرنا